# Tiphaine
Ne doit pas être confondu avec Thiéfaine.

## Sens et origine du nom
Tiphaine est un prénom féminin ou masculin d'origine grecque. Il vient du grec θεοφάνια, « Dieu se manifeste ». Il fait partie de ces quelques noms qui renvoient non pas à un saint ou une sainte mais à une fête chrétienne, en l'occurrence la Théophanie encore appelée Épiphanie (6 janvier). Le saint attribué à Tiphaine est saint Epiphane (syrien). On peut traduire Tiphaine (c’est-à-dire Théophanie) par « Apparition de Dieu (sur la Terre) ».
Jusqu'à la fin du IVe siècle, cette fête, le 6 janvier, était la seule fête de Noël. Lorsque le 25 décembre fut adopté, le 6 janvier se spécialisa dans la célébration de l'Adoration des mages en Occident ou du Baptême du Christ en Orient. Seule l'Église apostolique arménienne conserve encore aujourd'hui l'usage de célébrer ensemble tous les aspects de Noël le 6 janvier : c'est le Noël arménien qu'il ne faut pas confondre avec le Noël russe fêté le 7 janvier selon le calendrier Julien.
Variantes:
- anglais : Tiffany
- breton : Tifenn
- grec moderne : Theophania, Phani
- français : Tiphaine, Thiéphaine, Thifaine, Tifaine, Tifenn, Tifenne, Tiffen, Tiphen,Tyffen, Typhaine, Typhène, Tiffanie, Tiffaine  [1].
- poitevin : Tifaene
- algérien : Tiffhèn

## Popularité du nom
Courant pour les femmes de l'empire byzantin, le nom était connu en France au Moyen Âge. Puis il a été oublié pour ne reparaître qu'après 1975.

## Tiphaine comme nom de personne ou prénom

### Théophano
- Théophano Skleraina, épouse de l’empereur germanique Otton II ;
- Théophano Anastaso, épouse des empereurs byzantins Romain II Porphyrogénète puis de Nicéphore II Phocas ;
- Théophanô Martinakia, épouse de l’empereur byzantin Léon VI le Sage.

### Tiphaine

#### Prénom
- Tiphaine Raguenel, astrologue bretonne, épouse du connétable Bertrand Du Guesclin née vers 1335-1373
- Thiphaine Arnoul, femme illégitime de Guillaume de Prez, seigneur de Pré-en-Pail
- Tiphaine, nourrice du roi de France Louis XI, épitaphe en l'église Notre-Dame de Nantilly à Saumur
- Tiphaine Samoyault, critique littéraire et romancière française née en 1968
- Typhaine D, autrice française née en 1986
- Tiphaine Haas, actrice française née en 1992
- Tiphaine Rivière est une autrice de bande dessinée  française
- Tiphaine Biteau, comédienne, humoriste et conteuse française née en 1990

#### Patronyme
Ce prénom féminin est aussi attesté comme patronyme.
- La rue Tiphaine, située dans le 15e arrondissement de Paris, tient son nom d’un certain M. Tiphaine, l’un des fondateurs du nouveau village de Grenelle (Seine), adjoint au maire de cette commune de 1845 à 1848.
- Bernard Tiphaine est un acteur et directeur artistique français (1938-2021).
- Jeanne Tiphaine est une artiste lyrique française

### Musique
- Tiphaine est le titre d'une chanson du groupe Partenaire particulier sortie en 1986.